# Snowboard na Zimowych Igrzyskach Olimpijskich 2006 – snowcross mężczyzn
Snowcross mężczyzn podczas Zimowych Igrzyskach Olimpijskich 2006 w Turynie został rozegrany 16 lutego. Zawody odbyły się we włoskim ośrodku sportów zimowych, Bardonecchia. Mistrzem olimpijskim w tej konkurencji został Seth Wescott z USA, srebro wywalczył Radoslav Židek ze Słowacji, a brąz zdobył Francuz Paul-Henri de Le Rue.

## Wyniki
| Pozycja | Zawodnik                 | Państwo           | 1 przejazd | Pozycja | 2 przejazd | Pozycja | Najlepszy czas |
| ------- | ------------------------ | ----------------- | ---------- | ------- | ---------- | ------- | -------------- |
| 1       | Drew Neilson             | Kanada            | 1:22,74    | 4       | 1:19,33    | 1       | 1:19,33        |
| 2       | Marco Huser              | Szwajcaria        | 1:22,39    | 2       | 1:20,26    | 2       | 1:20,26        |
| 3       | Seth Wescott             | Stany Zjednoczone | 1:22,82    | 5       | 1:20,69    | 3       | 1:20,69        |
| 4       | Tommaso Tagliaferri      | Włochy            | 1:23,03    | 9       | 1:20,93    | 4       | 1:20,93        |
| 5       | Xavier de Le Rue         | Francja           | 1:23,42    | 14      | 1:20,97    | 5       | 1:20,97        |
| 6       | Dieter Krassnig          | Austria           | 1:24,01    | 21      | 1:21,00    | 6       | 1:21,00        |
| 7       | Nate Holland             | Stany Zjednoczone | 1:22,71    | 3       | 1:21,03    | 7       | 1:21,03        |
| 8       | Jordi Font               | Hiszpania         | 1:22,35    | 1       | 1:21,18    | 8       | 1:21,18        |
| 9       | Radoslav Židek           | Słowacja          | 1:30,91    | 36      | 1:21,19    | 9       | 1:21,19        |
| 10      | Paul-Henri de Le Rue     | Francja           | 1:23,00    | 8       | 1:21,21    | 10      | 1:21,21        |
| 11      | Lukas Grüner             | Austria           | 1:23,05    | 10      | 1:21,28    | 11      | 1:21,28        |
| 12      | Damon Hayler             | Australia         | 1:24,79    | 28      | 1:21,51    | 12      | 1:21,51        |
| 13      | Mateusz Ligocki          | Polska            | 1:23,35    | 13      | 1:21,81    | 13      | 1:21,81        |
| 14      | Jonte Grundelius         | Szwecja           | 1:24,53    | 26      | 1:21,85    | 14      | 1:21,85        |
| 15      | Jason Smith              | Stany Zjednoczone | 1:23,65    | 15      | 1:21,98    | 15      | 1:21,98        |
| 16      | Rafał Skarbek-Malczewski | Polska            | 1:24,70    | 27      | 1:22,07    | 16      | 1:22,07        |
| 17      | Hans Jörg Unterrainer    | Austria           | 1:23,32    | 12      | 1:22,10    | 17      | 1:22,10        |
| 18      | Tom Velisek              | Kanada            | 1:22,83    | 6       | 1:22,12    | 18      | 1:22,12        |
| 19      | Stefano Pozzolini        | Włochy            | 1:24,52    | 25      | 1:22,23    | 19      | 1:22,23        |
| 20      | Jasey-Jay Anderson       | Kanada            | 1:24,25    | 22      | 1:22,27    | 20      | 1:22,27        |
| 21      | Ueli Kestenholz          | Szwajcaria        | 1:23,16    | 11      | 1:22,32    | 21      | 1:22,32        |
| 22      | Alberto Schiavon         | Włochy            | 1:24,84    | 30      | 1:22,38    | 22      | 1:22,38        |
| 23      | Michael Layer            | Niemcy            | 1:23,92    | 19      | 1:22,43    | 23      | 1:22,43        |
| 24      | Mattias Blomberg         | Szwecja           | 1:23,98    | 20      | 1:22,48    | 24      | 1:22,48        |
| 25      | Sylvain Duclos           | Francja           | 1:23,85    | 18      | 1:22,55    | 25      | 1:22,55        |
| 26      | Mario Fuchs              | Austria           | 1:24,82    | 29      | 1:22,60    | 26      | 1:22,60        |
| 27      | Itaru Chimura            | Japonia           | 1:25,86    | 32      | 1:22,83    | 27      | 1:22,83        |
| 28      | Michal Novotný           | Czechy            | 1:22,92    | 7       | 1:23,68    | 34      | 1:22,92        |
| 29      | Graham Watanabe          | Stany Zjednoczone | 1:24,85    | 31      | 1:22,98    | 28      | 1:22,98        |
| 30      | François Boivin          | Kanada            | 1:23,74    | 16      | 1:23,17    | 29      | 1:23,17        |
| 31      | David Speiser            | Niemcy            | 1:24,28    | 24      | 1:23,38    | 30      | 1:23,38        |
| 31      | Jonatan Johansson        | Szwecja           | 1:26,72    | 34      | 1:23,38    | 30      | 1:23,38        |
| 33      | Simone Malusà            | Włochy            | 1:24,27    | 23      | 1:23,53    | 32      | 1:23,53        |
| 34      | Ibón Idigoras            | Hiszpania         | 1:23,80    | 17      | 1:23,56    | 33      | 1:23,56        |
| 35      | Pierre Vaultier          | Francja           | 1:27,61    | 35      | 1:23,75    | 35      | 1:23,75        |
| 36      | Alex Kupprion            | Niemcy            | 1:26,22    | 33      | 1:24,66    | 36      | 1:24,66        |

### Runda eliminacyjna
Najlepszych 32. zawodników awansowało do 1/8 finału. Na tym etapie rywalizowali w czwórkach, dwóch najlepszych awansowało do następnego etapu.

#### 1/8 finału
| Nr | Zawodnik                 | Pozycja |
| -- | ------------------------ | ------- |
| 17 | Hans Jörg Unterrainer    | 1       |
| 32 | Jonatan Johansson        | 2       |
| 1  | Drew Neilson             | 3       |
| 16 | Rafał Skarbek-Malczewski | 4       |

| Nr | Zawodnik         | Pozycja |
| -- | ---------------- | ------- |
| 9  | Radoslav Židek   | 1       |
| 8  | Jordi Font       | 2       |
| 24 | Mattias Blomberg | 3       |
| 25 | Sylvain Duclos   | 4       |

| Nr | Zawodnik         | Pozycja |
| -- | ---------------- | ------- |
| 12 | Damon Hayler     | 1       |
| 28 | Michal Novotný   | 2       |
| 5  | Xavier de Le Rue | 3       |
| 21 | Ueli Kestenholz  | 4       |

| Nr | Zawodnik            | Pozycja |
| -- | ------------------- | ------- |
| 20 | Jasey-Jay Anderson  | 1       |
| 4  | Tommaso Tagliaferri | 2       |
| 29 | Graham Watanabe     | 3       |
| 13 | Mateusz Ligocki     | 4       |

| Nr | Zawodnik          | Pozycja |
| -- | ----------------- | ------- |
| 3  | Seth Wescott      | 1       |
| 30 | François Boivin   | 2       |
| 19 | Stefano Pozzolini | 3       |
| 14 | Jonte Grundelius  | 4       |

| Nr | Zawodnik         | Pozycja |
| -- | ---------------- | ------- |
| 6  | Dieter Krassnig  | 1       |
| 27 | Itaru Chimura    | 2       |
| 22 | Alberto Schiavon | 3       |
| 11 | Lukas Grüner     | 4       |

| Nr | Zawodnik             | Pozycja |
| -- | -------------------- | ------- |
| 7  | Nate Holland         | 1       |
| 10 | Paul-Henri de Le Rue | 2       |
| 26 | Mario Fuchs          | 3       |
| 23 | Michael Layer        | 4       |

| Nr | Zawodnik      | Pozycja |
| -- | ------------- | ------- |
| 15 | Jason Smith   | 1       |
| 2  | Marco Huser   | 2       |
| 18 | Tom Velisek   | 3       |
| 31 | David Speiser | 4       |

#### Ćwierćfinały
| Nr | Zawodnik              | Pozycja |
| -- | --------------------- | ------- |
| 9  | Radoslav Židek        | 1       |
| 8  | Jordi Font            | 2       |
| 32 | Jonatan Johansson     | 3       |
| 17 | Hans Jörg Unterrainer | 4       |

| Nr | Zawodnik            | Pozycja |
| -- | ------------------- | ------- |
| 20 | Jasey-Jay Anderson  | 1       |
| 12 | Damon Hayler        | 2       |
| 4  | Tommaso Tagliaferri | 3       |
| 28 | Michal Novotný      | 4       |

| Nr | Zawodnik        | Pozycja |
| -- | --------------- | ------- |
| 3  | Seth Wescott    | 1       |
| 6  | Dieter Krassnig | 2       |
| 30 | François Boivin | 3       |
| 27 | Itaru Chimura   | 4       |

| Nr | Zawodnik             | Pozycja |
| -- | -------------------- | ------- |
| 15 | Jason Smith          | 1       |
| 10 | Paul-Henri de Le Rue | 2       |
| 2  | Marco Huser          | 3       |
| 7  | Nate Holland         | 4       |

#### Półfinały
| Nr | Zawodnik           | Pozycja |
| -- | ------------------ | ------- |
| 9  | Radoslav Židek     | 1       |
| 8  | Jordi Font         | 2       |
| 12 | Damon Hayler       | 3       |
| 20 | Jasey-Jay Anderson | 4       |

| Nr | Zawodnik             | Pozycja |
| -- | -------------------- | ------- |
| 10 | Paul-Henri de Le Rue | 1       |
| 3  | Seth Wescott         | 2       |
| 15 | Jason Smith          | 3       |
| 6  | Dieter Krassnig      | 4       |

#### Finały
Czterech półfinalistów, którzy nie awansowali do finału startowało w małym finale, walcząc o miejsca 5-8. Czterech ostatnich w ćwierćfinałach walczyło o pozycje 13–16, a zawodnicy z trzecich miejsc w swoich biegach walczyli o miejsca 9-13.
Finał
| Nr | Zawodnik             | Pozycja |
| -- | -------------------- | ------- |
| 3  | Seth Wescott         |         |
| 9  | Radoslav Židek       |         |
| 10 | Paul-Henri de Le Rue |         |
| 8  | Jordi Font           | 4       |

Mały finał
| Nr | Zawodnik           | Pozycja |
| -- | ------------------ | ------- |
| 20 | Jasey-Jay Anderson | 5       |
| 15 | Jason Smith        | 6       |
| 12 | Damon Hayler       | 7       |
| 6  | Dieter Krassnig    | 8       |

Miejsca 9–12
| Nr | Zawodnik            | Pozycja |
| -- | ------------------- | ------- |
| 2  | Marco Huser         | 9       |
| 30 | François Boivin     | 10      |
| 4  | Tommaso Tagliaferri | 11      |
| 32 | Jonatan Johansson   | 12      |

Miejsca 13–16
| Nr | Zawodnik              | Pozycja |
| -- | --------------------- | ------- |
| 28 | Michal Novotný        | 13      |
| 7  | Nate Holland          | 14      |
| 17 | Hans Jörg Unterrainer | 15      |
| 27 | Itaru Chimura         | 16      |